# Sonata per pianoforte n. 8 (Beethoven)
La Sonata per pianoforte n. 8, Op. 13 in do minore di Ludwig van Beethoven è anche nota con il titolo di Grande Sonata Patetica. Questo appellativo non fu coniato da Beethoven, bensì dal suo editore per motivi commerciali. Il compositore tuttavia lo riconoscerà come esatto riferendosi al termine "patetico" come lo intendeva il poeta Friedrich Schiller. Composta negli anni 1798-99 e pubblicata per la prima volta da Hoffmeister nel dicembre del 1799, con dedica al principe Karl Lichnowsky, quest'opera segna un punto di svolta per la musica di Beethoven.

## Struttura

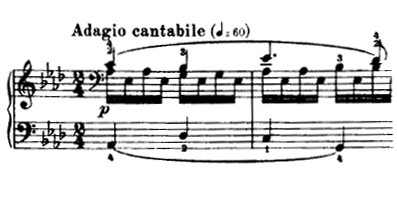
Secondo movimento: Adagio cantabile

L'Op. 13 è suddivisa in tre movimenti.

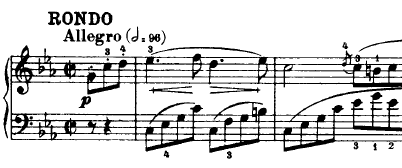
Terzo movimento, Rondò: Allegro

## Analisi del primo movimento
La struttura della sonata è finalizzata a concentrare la maggior carica espressiva nel primo dei tre movimenti, che è organizzato in modo da esaltare il tessuto musicale ed il materiale tematico presente. La forma è quella della forma-sonata, preceduta da un'introduzione in tempo Grave: esposizione (due temi) – sviluppo (del primo tema) – ripresa e coda finale. Il tempo indicato è Allegro molto e con brio in 2 metà 2/2. La tonalità di base è quella di do minore. In generale la sonata Patetica è caratterizzata da una forte unicità tematica, grazie alle cellule tematiche che fungono da legame tra le varie parti e tra i movimenti:
- il nucleo tematico del grave (battuta 5) si presenta un po' ovunque nel corso del movimento:

(1) nelle battute iniziali della codetta del tema principale (b. 27);
(2) nell'accompagnamento del secondo tema (b. 51);
(3) come elaborazione del primo tema (b. 141).
- il secondo tema (battute 51-52) si presenta nell'incipit del rondò (battute 1-2).

Anche i ponti modulanti sono creati dalle frasi del primo tema.

### Introduzione
L'introduzione è caratterizzata da una forte instabilità tonale, accentuata in questo caso dal profilo ritmico irregolare e dall'indicazione Grave, che preclude un'intonazione solenne. Charles Rosen ha scritto: «Ritmicamente si può definire come un levare su grande scala». I collegamenti interni sono tutti basati sull'accordo del settimo grado diminuito, come l'inizio della seconda semifrase (questo accordo della quinta specie sarà largamente usato per la maggior parte di tutto il primo movimento). Il tema dell'introduzione può essere definito ”in divenire”, un palpito spirituale in ascesa, che per tre volte cerca di realizzarsi senza riuscirvi (realizzazione che riuscirà solamente nella ripresa – battute 298 e seguenti). Questo tema è formato da due semifrasi ed una codetta. Le idee musicali delle prime due battute (prima e seconda semifrase) potrebbero essere indicate come incisi (una frase normalmente ha 4-8 battute di sviluppo con una cadenza finale, mentre un inciso è più breve e si compone di poche note); in realtà entrambe terminano con una cadenza (sulla dominante la prima semifrase e sulla tonica la seconda), conclusione tipica di una frase musicale completa. Il tema si chiude con una codetta [bb. 1-4]:
La codetta in realtà è un ponte di collegamento, che partendo dalla sottodominante (fa minore) modula alla mediante (mi bemolle maggiore) attraverso una rapidissima scaletta discendente di semibiscrome. Inizia così un breve sviluppo del tema Grave, dove la cellula del tema viene presentata alternativamente in piano e fortissimo. L'ambiente tonale di questo sviluppo (mi bemolle) preannuncia quello analogo dell'esposizione (il secondo tema è costruito su questa tonalità) Anche questa fase è costruita sulla costante ascesa del materiale musicale fino alle ultime battute (8-10) che risolvono tramite una modulazione ed una rapidissima scaletta cromatica discendente nel tema principale del movimento, preparato dall'ultima nota dopo la corona: si bequadro (sensibile della tonica). Questa nota può essere intesa come quella iniziale del tema seguente (in posizione di anacrusi), oppure come nota di trapasso fra i due andamenti [bb.9-10]:

### Esposizione

#### Primo tema
Il tema del primo movimento (Allegro molto e con brio) è un periodo formato da due classiche frasi di otto battute ciascuna (domanda e risposta o antecedente e conseguente) esposte entrambe nella tonica (pedale di ottave spezzate sul do minore della mano sinistra) e terminanti la prima nella tonica e la seconda nella dominante (sol maggiore). Oltre ad essere un elemento unico, perché caratterizza la sonata rispetto alle altre, il primo tema ha lo scopo di definire e chiarire la tonalità d'impianto (do minore), attraverso l'uso della triade di tonica e dei gradi strutturali della tonalità stessa. Inoltre,un collegamento con il tema del Grave iniziale si può vedere nel movimento ascendente di entrambe le frasi musicali, ma con ben altro spirito: "più ardente e con determinata manifestazione") [bb. 11-19]:
Si può paragonare la prima frase (11-16) della Patetica con la prima frase (bb. 1-5) della sonata n. 12 K 332 di Wolfgang Amadeus Mozart:
- entrambe le frasi sono costruite su un pedale di tonica;
- utilizzano la dominante secondaria per raggiungere il quarto grado, con la funzione di rafforzare l'immediato ritorno in tonica.

La forza del tema della Patetica è maggiore rispetto a quella della K 332, a causa di una maggiore densità armonica. Beethoven conclude con una cadenza IV - V - I, a differenza di Mozart che usa una cadenza plagale IV - I.
Segue la codetta del tema (battute 27–35), tutta impostata sulla dominante (sol maggiore), che si riallaccia direttamente al ponte modulante (battute 35–50) di collegamento tra il primo ed il secondo tema. Il cosiddetto ponte modulante è così definito per il suo scopo di collegare il primo tema al secondo, modulando dalla tonalità d'impianto a quella del contrapposto. È perciò caratterizzato da instabilità tonale che, nel caso dell'Op. 13, deriva dall'accordo diminuito nella progressione; nel dettaglio questo inizia con un pedale di dominante che, dopo vari passaggi, conclude su un pedale di si bemolle dominante di mi bemolle minore, tonalità del secondo tema.

#### Secondo tema
Anche il secondo tema ha uno sviluppo ascendente, quindi è imparentato con il Grave iniziale. Ma l'analogia non si ferma qui: questa seconda idea, che parte dal profondo, pur librandosi gioiosamente in modo lirico, conserva la sua origine affannosa. Più che una seconda idea è una conseguenza, una trasfigurazione lirica del motivo generatore dell'introduzione. Anche la scelta del modo minore è significativa in tal senso: secondo la norma della forma-sonata, la tonalità del secondo tema avrebbe dovuto essere mi bemolle maggiore. Sia il primo che il secondo tema sono in minore; la monotonia viene superata da un equilibrio superiore derivato da un'intuizione imperscrutabile. Il tema si compone di due frasi di otto battute ciascuna, a loro volta divise in due semifrasi [bb. 51-59]:
Una caratteristica di questo secondo tema è data dall'uso dell'armonia in modo fluido, evitando cadenze forti con il basso e rendendo così scorrevole l'accompagnamento. Il secondo tema presenta un carattere più melodico ed espressivo rispetto al primo – pur rimanendo nella stessa graduazione di colore – spostandosi alla tonalità relativa di mi bemolle minore e rafforzando l'idea d'introspezione di tutto il movimento. In generale in tutti e tre i movimenti si può notare questa "uniformità di colore" prevalendo il modo minore.
Alla battuta 67, fino alla battuta 88, si entra nella codetta (che possiamo considerare anche un breve sviluppo del tema). Siamo ancora nel modo minore; solamente nella seconda parte di questa fase Beethoven modula al modo maggiore (battuta 80), dimostrando ancora una volta la serietà di questo lavoro.

#### Coda dell'esposizione
Alla battuta 89 inizia la coda dell'esposizione, dopo una cadenza (si bemolle maggiore – mi bemolle maggiore) impostata dalle ultime battute del secondo tema. Qui appare una figurazione di più ampio respiro [bb. 87-94]:
che ripetuta due volte conduce, dopo una frenetica corsa di quartine di crome, ad una breve ripresa del tema principale nella stessa tonalità del secondo tema, per chiudersi in una fase altamente drammatica di ottave disgiunte sorrette da un basso discendente. Tramite alcuni accordi di settima la tonalità si risolve sulla tonica (do minore) la prima volta, e sulla dominante minore (sol minore), tonalità dello sviluppo, la seconda volta. L'accordo di chiusura di questa parte è di sesta eccedente italiana, accentuando maggiormente il carattere di tensione della composizione.[bb. 121-132]:

### Sviluppo
Lo sviluppo (sezione in cui il compositore prende gli elementi dell'esposizione, li rielabora e li contrappone secondo vari procedimenti costruttivi) riparte con il tema del Grave in ambiente tonale della dominante (sol minore): ciò dimostra l'importanza di quest'introduzione: non una preparazione al tema principale, ma elemento generatore di tutte le idee del movimento e quindi essenziale nello sviluppo. Dopo solo quattro battute (135-138) appare il tema fondamentale, unico protagonista dello sviluppo. La tonalità nella quale viene presentato il tema è il mi (mediante). La modulazione dal sol minore al mi minore, non usuale a quei tempi, indica ancora una volta lo spirito rivoluzionario di questa composizione. Nello sviluppo si sente ”quel largo respiro beethoveniano e quell'impetuosità nell'ascesa che lo differenzia da tutti gli altri”. Interessante è, nella fase finale di questa parte, l'insistenza di un pedale sulla dominante (sol) dalla battuta 169 alla 189, realizzato prima con delle quartine di crome e poi con delle minime sincopate; preparazione armonica alla riesposizione del tema fondamentale alla tonica (do minore): una procedura derivata e consolidata dalla struttura della parte finale della fuga:

### Ripresa
La ripresa (battuta 197) inizia, come previsto dalle norme della forma-sonata, con il tema fondamentale nella tonalità di base (do minore). Al tema del Grave vengono riservate le battute finali del movimento. La conclusione della ripresa del primo tema sulla dominante (do) dà la possibilità a Beethoven di presentare il secondo tema in fa minore (sottodominante) e non nella prevista tonalità di base (bb. 231-237):
In realtà la tonalità d'impianto (do minore) si presenta subito dopo (alla battuta 249) e il tema acquista così un più grande significato.
La coda finale (dalla battuta 265 alla fine) inizia con una cadenza forte: quarto grado con la sesta eccedente "italiana", prima in quarta e sesta, quinta. Viene ripetuto il materiale usato nella coda dell'esposizione, ma con una maggior intensità ed in ambiente tonale do minore (tonica). Una prima conclusione di questa parte ripresenta il tema (battute 297 e seguenti), a cui fa seguito il Grave, ma in forma di progressione e con alcune dissonanze; quindi con un ultimo guizzo ritorna per l'ultima volta il tema principale. Alcune forti cadenze chiudono definitivamente il movimento. Si può paragonare questa coda alla sonata n. 2 dove, nella coda della ripresa, l'autore inserisce una cadenza virtuosistica, restituendo un effetto ancora maggiore che nel caso della Patetica.

## Analisi del secondo movimento
La tensione drammatica del primo movimento si placa nel più tradizionale Adagio cantabile, ma pur sempre ”una linea adamantina che non si piega a nessuna tendenza contingente e che s'erge pura nell'eterna giovinezza dello spirito”. Il secondo movimento è in due quarti nella tonalità del sesto grado (rispetto alla tonalità di base del primo movimento e della sonata), ossia la bemolle maggiore (la nuova tonica per questo movimento). La struttura formale può essere interpretata sia come una forma tripartita oppure come un rondò con tre presentazioni del tema. Questa diversa interpretazione della struttura formale del brano dipende dalla prospettiva di partenza: quella teorico-didattica oppure estetica. Nel primo caso si privilegiano, tramite una dettagliata analisi, i processi variativi della composizione; nel secondo caso il procedere temporale dei materiali musicali esposti.

### Prima parte
Il tema, che ricorda molto da vicino quello del secondo movimento della Sonata per pianoforte n. 14 K457 di Mozart, è una semplice ma intensa melodia molto sentita da Beethoven che, in forma variata, la riprese in altri due lavori più o meno contemporanei (il quartetto op. 18 n. 2 e il Settimino). Si tratta di una classica frase di otto battute con la parte iniziale e finale nella tonica (la bemolle maggiore) ed una cadenza intermedia alla battuta 4 sulla dominante (mi bemolle maggiore) [bb. 1-8]:
Questo tema viene ripetuto all'ottava superiore con un'armonizzazione più ricca (le quartine di semicrome sono raddoppiate e si trovano sia nella mano destra che nella sinistra) ed appare più spiritualizzato. Segue, nella tonalità non preparata della sopradominante (fa minore), un nuovo elemento modulante: una curva melodica ascendente e poi discendente che si placa alla fine sulla dominante [bb. 16-23]:
Una codetta (o ponte modulante o fase cadenzale) di sei battute (23–28) in ambiente tonale della dominante riconduce il discorso musicale al tema principale (battute 29-36) a chiusura di questa prima parte nella tonalità d'impianto (la bemolle maggiore).

### Seconda parte
Alla battuta 37 appare un nuovo tema (o tema secondario), che in parte è derivato dal tema principale, ma nel contempo ha due nuove caratteristiche: il dialogo tra la voce superiore e quella inferiore ed un incessante movimento di terzine di semicrome ribattute, che dà nuovo vigore al movimento. La frase di questo tema si compone di due semifrasi di quattro battute: entrambe iniziano sulla tonica minore (la bemolle minore), ma mentre la prima si conclude sulla dominante (mi bemolle), la seconda modula sul mi maggiore [bb. 41-44]:
Le ultime sei battute di questa fase (45-50) hanno la funzione di preparare il ritorno del tema fondamentale, ma soprattutto di ripristinare l'ambiente tonale iniziale approdando alla dominante (mi bemolle) della tonalità della tonica (la bemolle maggiore).

### Terza parte
Ritorna il tema fondamentale nella tonica con la doppia esposizione (un'ottava sopra nella seconda esposizione). Il tema è lo stesso, ma qui Beethoven invece di abbellire la linea melodica, prosegue l'accompagnamento di terzine della parte centrale, modificandone così la trama musicale invece che la melodia [bb. 51-54]:
La coda finale del movimento inizia alla battuta 66 e fondamentalmente consiste in un lungo pedale di quattro battute sulla dominante (mi bemolle), che conduce alle penultime tre battute cadenzali, dove l'accordo di dominante ripetuto successivamente in tre posizioni diverse verso il registro grave si chiude secondo norma sulla tonica (bb. 68-73):

## Analisi del terzo movimento
Il terzo movimento è un Rondò in quattro quarti tagliato, in tempo di Allegro e nella tonalità di base (do minore). La struttura formale è quella tipica di un rondò con quattro esposizioni del tema e tre episodi intermedi (l'ultimo episodio è in realtà una ripetizione variata del primo). Questo finale è indubbiamente meno “impegnato” e senz'altro inferiore all'altezza spirituale degli altri due movimenti: è più vicino ad una certa grazia settecentesca che non all'impeto, all'ascesa spasmodica del primo movimento Viene meno anche l'approccio serio dei primi due tempi: anche se la tonalità di base è quella drammaticamente minore (do minore), al suo interno ci sono molte aree in tonalità maggiori. In realtà questo movimento è un Rondò-sonata (termine che non esisteva ai tempi di Beethoven), per la presenza di idee secondarie che possono essere considerate dei secondi temi, per gli episodi intermedi assimilabili “quasi” a degli sviluppi e per l'ultima esposizione del tema che dà una forte sensazione di ripresa.

### Prima esposizione del tema
Le prime diciotto battute del movimento sono dedicate al tema fondamentale, che è sviluppato nelle classiche otto battute (in una struttura chiamata “frase quadrata”). Al suo interno si individuano tre incisi: il primo si chiude sulla tonica (do minore); il secondo sulla dominante (sol maggiore); il terzo (come nella norma) sulla tonica (do minore). Tutti gli incisi iniziano in modo anacrusico (sulla parte debole della battuta), accentuando ancor di più il ritmo di danza di questo rondò [bb. 1-9]:
Il carattere della melodia del rondò, sotto certi aspetti, è in linea con i temi ascendenti del primo tempo: infatti i primi due incisi mantengono questa spinta verso l'alto. Si nota come le prime quattro note del primo inciso del rondò sono le stesse del secondo tema (fatta la debita trasposizione dal mi bemolle minore al do minore):
Qualche critico (D'Indy e Reineke) ha visto in questa analogia tra i due temi una certa ciclicità in embrione (un metodo compositivo molto usato nella seconda metà dell'Ottocento, che collega i vari tempi di una sonata o di una sinfonia tramite un tema conduttore presente in tutti i movimenti). In realtà sembra che questo movimento sia stato creato prima degli altri, per una composizione strumentale secondaria, smentendo così questa opinione. Il terzo inciso, che viene ripetuto con alcuni raddoppi di note (la bemolle e sol), conduce alla codetta del tema, di sei battute (13-18), che può essere divisa in tre parti (2+2+2): le prime due consistono fondamentalmente in una scaletta discendente di crome ripetuta due volte; l'ultima è una cadenza perfetta (dominante – tonica).

### Primo episodio intermedio
Il primo episodio (in mi bemolle maggiore – mediante di do) occupa 43 battute ed è preceduto da sette battute dedicate al ponte modulante di collegamento tra l'esposizione del tema ed il primo episodio intermedio. Il ponte modulante è diviso i due parti (4+3; la seconda parte è elisa per collegarsi direttamente all'episodio vero e proprio) ed è caratterizzato fondamentalmente da due cadenze, per portare l'ambiente tonale dal do minore al mi bemolle maggiore passando dalla sottodominante (fa) e quindi alla sensibile (si bemolle), essendo quest'ultima sia la sottodominante di fa ma anche la dominante di mi bemolle [bb. 19-26]:
Il primo episodio intermedio può essere approssimativamente suddiviso in quattro parti (battute 26-34, 34-44, 44-52 e 52-62). Interessante è la prima parte dove alla battuta 31 c'è una modulazione al mi bemolle minore, mantenuta però per poche battute (31-34):
La terza parte ha un carattere più affermativo, introducendo tra l'altro una nuova idea più accordale a semiminime ribattute nella tonalità di si bemolle maggiore (dominante di mi bemolle maggiore, tonalità di base dell'episodio) [bb. 44-51];
L'ultima parte ha la funzione di codetta e si conclude su un accordo di settima di dominante (sol maggiore settima), in preparazione del ritorno del tema alla tonica (seconda esposizione del tema fondamentale).

### Seconda esposizione del tema
La seconda esposizione del tema (battute 62–79) è identica alla prima senza nessuna variazione.

### Secondo episodio intermedio
Questo secondo episodio comprende le battute dalla 79 alla 121 ed è impostato sulla tonalità sopradominante (la bemolle maggiore). Può essere grosso modo diviso in due parti: prima parte battute 79-107; seconda parte battute 108–121. La prima parte inizia subito in modo anacrusico (la terzina iniziale ricorda chiaramente quella del tema fondamentale del rondò) nella tonalità dell'episodio, senza nessuna preparazione armonica in quanto la bemolle maggiore è la relativa maggiore del do minore ed ha un carattere più contrappuntistico, accentuato anche da alcune battute con andamento sincopato (79-89).
La seconda parte è basata su veloci terzine di semicrome, ma il carattere maggiore è dato dall'ambiente armonico: tutta questa parte si appoggia su un pedale di sol (dominante della tonalità di base – do minore), per concludere su una accordo finale in sforzato sulla settima di dominante (sol maggiore settima), preparazione alla terza entrata del tema fondamentale del rondò (bb. 108-115):

### Terza esposizione del tema
Le prime otto battute del tema sono invariate. La seconda parte (dalla battuta 129) è variata ed accorciata: una prima variante si ha nello spostamento della melodia alla mano sinistra, mentre la destra produce degli accordi arpeggiati; il finale inoltre modula verso la settima di dominante di do maggiore, che è l'ambiente tonale dell'episodio successivo (bb. 129-135):

### Terzo episodio intermedio
Il terzo episodio in realtà è il primo episodio variato. La prima variazione è nella tonalità: da mi bemolle maggiore a do maggiore. Nella prima parte le modifiche non sono molto evidenti; ma è la terza parte (battute 44-52 nella versione iniziale; battute 154-171 ora) che viene dilatata soprattutto in fase modulante, anche con diversi cromatismi, per portare l'ambiente armonico al do minore (penultima riesposizione del tema del rondò, bb. 162-172):

### Riesposizione del tema e coda finale
Alla battuta 172 si ripresenta il tema del rondò, anche questa volta accorciato, a cui si aggancia direttamente la coda del movimento (bb. 179-211), che può essere divisa in tre parti: prima parte battute 179-194, seconda parte battute 194-203, terza parte battute 203-211. Gli elementi tematici di questa coda sono ripresi dalle fasi precedenti del movimento, come pure l'ultima esposizione del tema del rondò (terza parte della coda finale), con alcune differenze importanti: innanzitutto la tonalità è quella del secondo movimento (la bemolle maggiore). Infatti l'accordo dell'ultima battuta della seconda parte della coda finale (battute 202-203) è in mi bemolle maggiore, dominante di la bemolle maggiore. Ma quello che cambia è anche l'anacrusi: non inizia sulla sesta croma della battuta, ma sull'ultima semiminima; alterando così radicalmente il carattere del tema, più esistente e frammentario
Quest'ultimo cambiamento del fraseggio del tema del rondò, che lo avvicina ulteriormente al secondo tema del primo movimento, insieme all'ambiente tonale del secondo movimento (la bemolle maggiore), rappresenta una magistrale sintesi di tutta la sonata proprio nelle ultime battute di chiusura. Ed è proprio questo principio di ciclicità la novità più importante introdotta da Beethoven nelle sonate per pianoforte.

## Discografia
- Adolf Drescher, Joker
- Walter Gieseking, Columbia, QIMX 7000
- Yves Nat, RCA, KL DC 115
- Ludwig Hoffmann, Sommerset 151
- Orazio Frugoni, VOX RPG-ST 03031
- Svjatoslav Richter, MK K 302
- Wilhelm Kempff, Deutsche Grammophon, "The 32 Piano Sonatas", 1965-1967, ADD 1997. Cofanetto di 8 CD "477 7958"